# Sebastiano (tribuno)
Sebastiano (em latim: Sebastianus) foi um oficial bizantino do século VI, ativo durante o reinado do imperador Justiniano (r. 527–565). Aparece em abril de 528, quando foi registrado como quiliarca (tribuno). Na ocasião, foi um dos comandantes responsáveis pela perseguição ao rei dos lacmidas Alamúndaro III, que havia assassinado Aretas, o rei do Reino de Quinda. Pouco depois, na primavera / verão do mesmo ano, era um dos comandantes enviados para enfrentar os persas em Tanúris. Na subsequente Batalha de Tanúris, os bizantinos foram derrotados e Sebastiano foi um dos comandantes capturados. Na expedição, serviu como tribuno dos números isauros (numerus isaurorum) ou de uma legião de isauros.